# Carcelia lucidula
Carcelia lucidula là một loài ruồi trong họ Tachinidae.